# Danio
Danio Hamilton, 1822 è un genere di pesci d'acqua dolce, appartenente alla famiglia Cyprinidae.

## Distribuzione e habitat
I Danio sono diffusi principalmente nell'Asia sudorientale, dall'India e dal Pakistan al Vietnam. Sono particolarmente comuni nell'area malese e birmana. Alcune specie del genere (soprattutto Danio rerio) sono state più o meno involontariamente introdotte in altre regioni tropicali, ad esempio in Colombia.
Vivono sempre in corsi d'acqua di piccole dimensioni, talvolta anche in acque ferme di stagni o risaie (ad esempio il noto danio zebrato) ma più spesso in acque correnti di ruscelli montani (come il Danio albolineatus).

## Descrizione

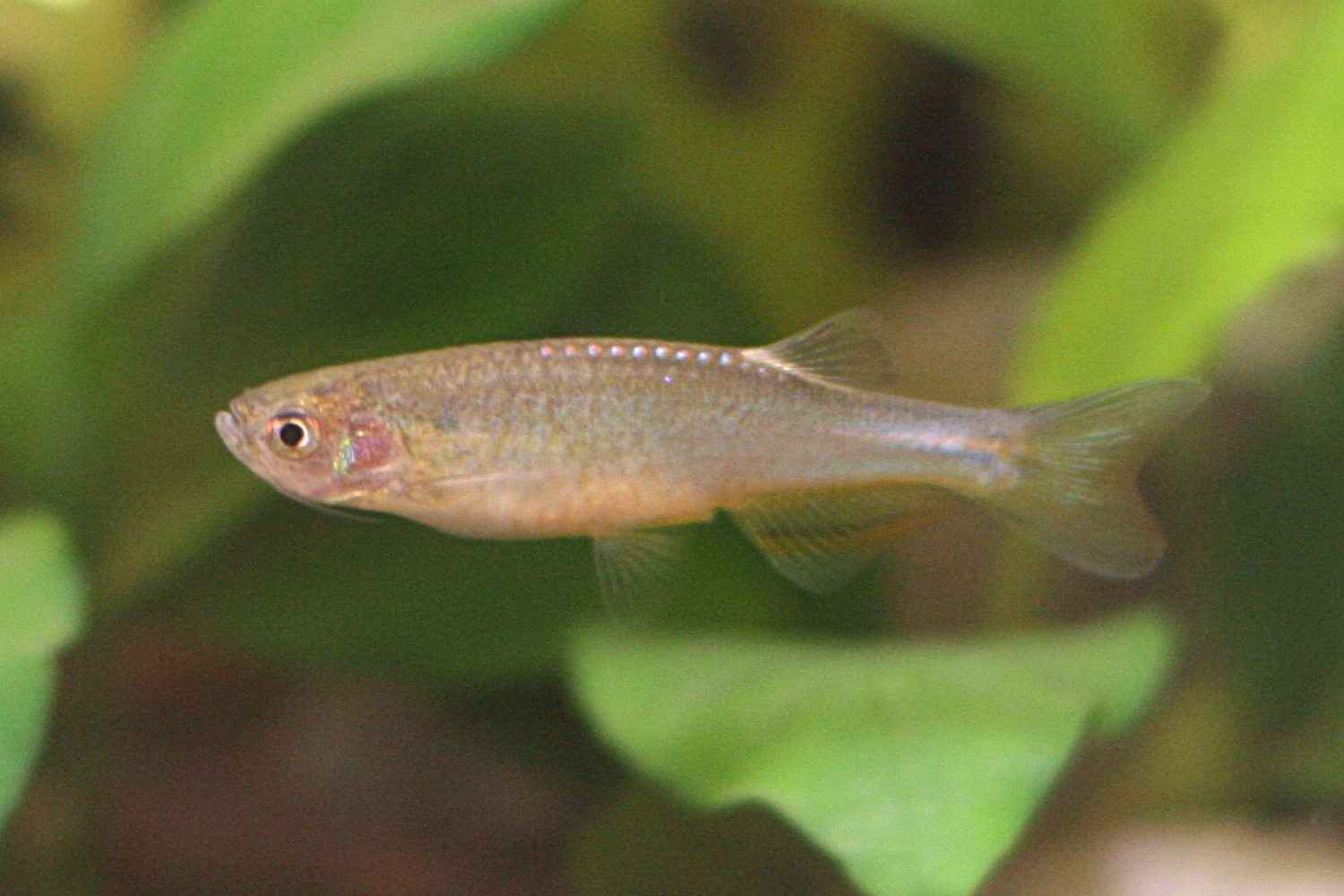
Danio roseus

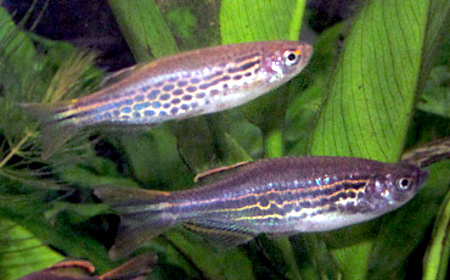
Danio kyathit

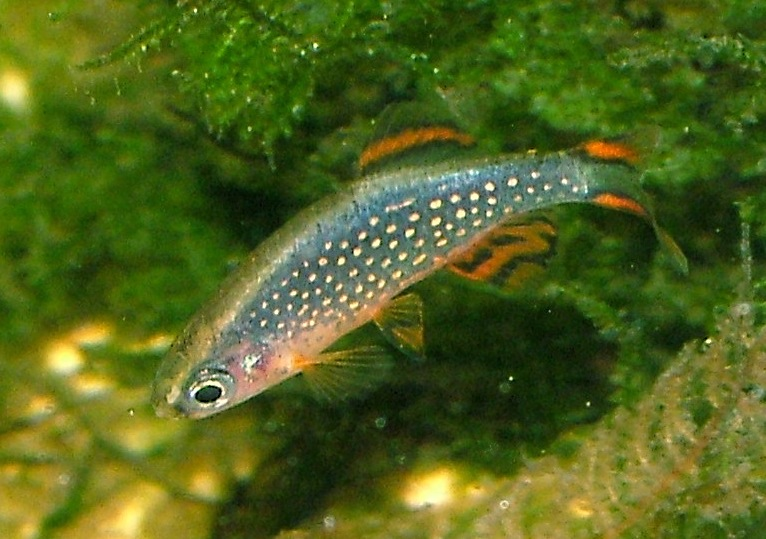
Danio margaritatus

Queste specie di ciprinidi presentano un corpo sottile e allungato, appiattito nella parte superiore, con bocca rivolta verso l'alto. Le pinne, piccole e proporzionate, hanno bordi arrotondati. Sono presenti due piccole paia di barbigli.
La livrea è varia e rappresenta il più semplice carattere per distinguere le varie specie: solitamente sono presenti strisce o file di macchiette e punti di colore blu scuro o nero, in genere disposte orizzontalmente, su un fondo grigio. Il ventre è argenteo. 
Le dimensioni sono minute: 2-8 cm, secondo la specie, con la sola eccezione di Danio dangila, che raggiunge i 15 cm di lunghezza.

## Biologia
Vivono in banchi numerosi.

## Riproduzione
La riproduzione di solito coincide con la stagione dei monsoni ed è indotta dalla temperatura. Sono ovipari, molto fecondi ed anche in acquario si moltiplicano velocemente in modo autonomo.

## Alimentazione
Come dimostra la morfologia del corpo, appiattita nella sua parte superiore, questi pesci catturano le prede sulla superficie dell'acqua, di solito si tratta di insetti ma anche zooplancton, vermi e piccoli crostacei.

## Acquariofilia
A questo genere appartengono alcune specie molto facili da allevare come: Danio rerio, Danio albolineatus, Danio kerri, Danio choprae, tra i più comuni pesci d'acquario. Vanno allevati in gruppo.

## Importanza economica
Come le gambusie e i guppy questi pesci vengono utilizzati per la lotta biologica contro le zanzare.

## Specie
Nel corso degli ultimi anni sono state descritte nuove specie, portando il numero attuale a 26:
- Danio absconditus
- Danio aesculapii
- Danio albolineatus
- Danio annulosus
- Danio assamila
- Danio catenatus
- Danio choprae
- Danio concatenatus
- Danio dangila
- Danio erythromicron
- Danio feegradei
- Danio flagrans
- Danio jaintianensis
- Danio kerri
- Danio kyathit
- Danio margaritatus
- Danio meghalayensis
- Danio muongthanhensis
- Danio nigrofasciatus
- Danio quagga
- Danio quangbinhensis
- Danio rerio
- Danio roseus
- Danio sysphigmatus
- Danio tinwini
- Danio trangi